# Lukáš Vydra
Lukáš Vydra (República Checa, 23 de agosto de 1973) es un atleta checo retirado especializado en la prueba de 800 m, en la que ha conseguido ser medallista de bronce europeo en 1998.

## Carrera deportiva
En el Campeonato Europeo de Atletismo de 1998 ganó la medalla de bronce en los 800 metros, corriéndolos en un tiempo de 1:45.23 segundos, llegando a meta tras el alemán Nils Schumann y el suizo André Bucher (plata con 1:45.04 segundos).